# Philomène Cadoret
Pour les articles homonymes, voir Cadoret.
Philomène Cadoret née à Bonen (Côtes-d'Armor) le 24 juillet 1892 et morte à Rostrenen (Côtes-d'Armor) le 4 mars 1923, est une couturière et poétesse française de langue bretonne.
Invitée, à ce titre, à de nombreux mariages, elle chantait ses propres compositions.

## Biographie
Après avoir épousé Joseph Le Vélly, son filleul de guerre, qui revient du front tuberculeux, Philomène Cadoret a une fille qui meurt la même année qu’elle, après lui.
Elle a écrit sous le pseudonyme Koulmig Arvor un recueil de poésies intitulé Mouez Meneoù Kerne (Voix des Monts de Cornouaille) (Morlaix, 1912).
Philomène Cadoret a été publiée dans la revue Kroaz ar Vretoned (La Croix des Bretons) et remarquée par Anatole Le Braz qui est ému par la voix de cette jeune chanteuse en costume traditionnel. 
Ses œuvres sont imprégnées de sentiments chrétiens et d'amour du sol natal[réf. nécessaire].
Elle est inhumée à Rostrenen, dans le petit cimetière attenant à la chapelle St-Jacques.

## Hommage
Une rue Philomène-Cadoret a été baptisée en son honneur en 2016 à Nantes, dans le quartier de l'île de Nantes, ainsi qu'une autre à Daoulas en 2022, et à Quimper.